# Vicia benghalensis
Vicia benghalensis — вид квіткових рослин родини бобових (Fabaceae).

## Опис
Це витка однорічна чи недовговічна багаторічна рослина 20–80 см заввишки. Листи складаються з 10 пар листочків, до 3 см в довжину. Кластери 4–10(12) см з 4–13(20) квітів, які майже одночасно дозрівають. Квіти 10–18 мм. Віночок пурпурово-червоний, більш-менш білуватий при основі, дуже темний на вершині. Плоди 22–35 × 7–11 мм, запушені, з 2–5 насінням. Насіння 4–5 мм.

## Поширення, екологія
Країни поширення: Північна Африка: Алжир; Марокко; Туніс. Південна Європа: Греція; Італія [вкл. Сардинія, Сицилія]; Франція [вкл. Корсика]; Португалія [вкл. Мадейра]; Гібралтар; Іспанія [вкл. Балеарські острови, Канарські острови]. Введений в Каліфорнії. Також культивується.
Населяє поля і луки; 0–600 м. Цвіте і плодоносить у квітні — червні.

## Галерея

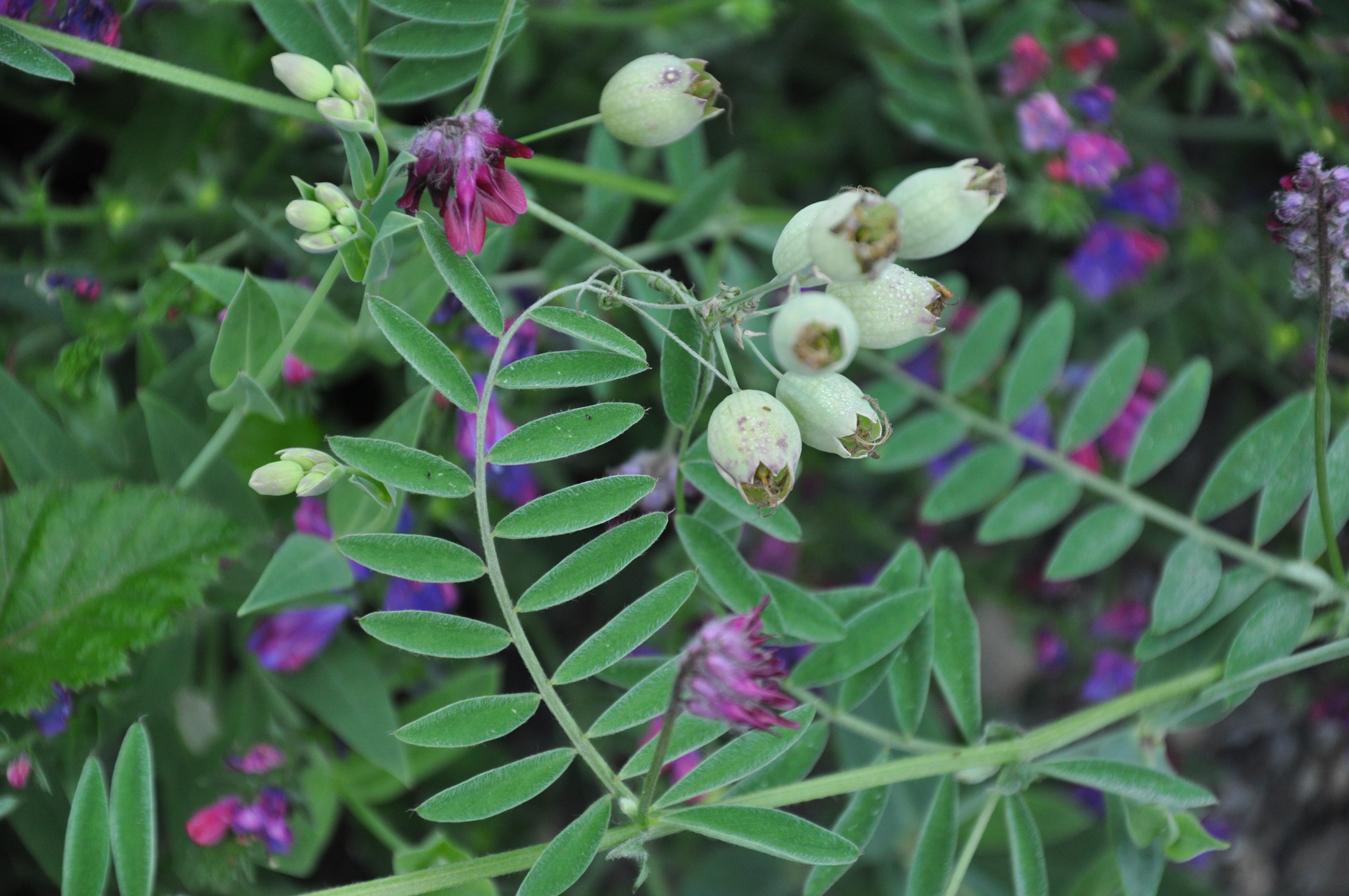
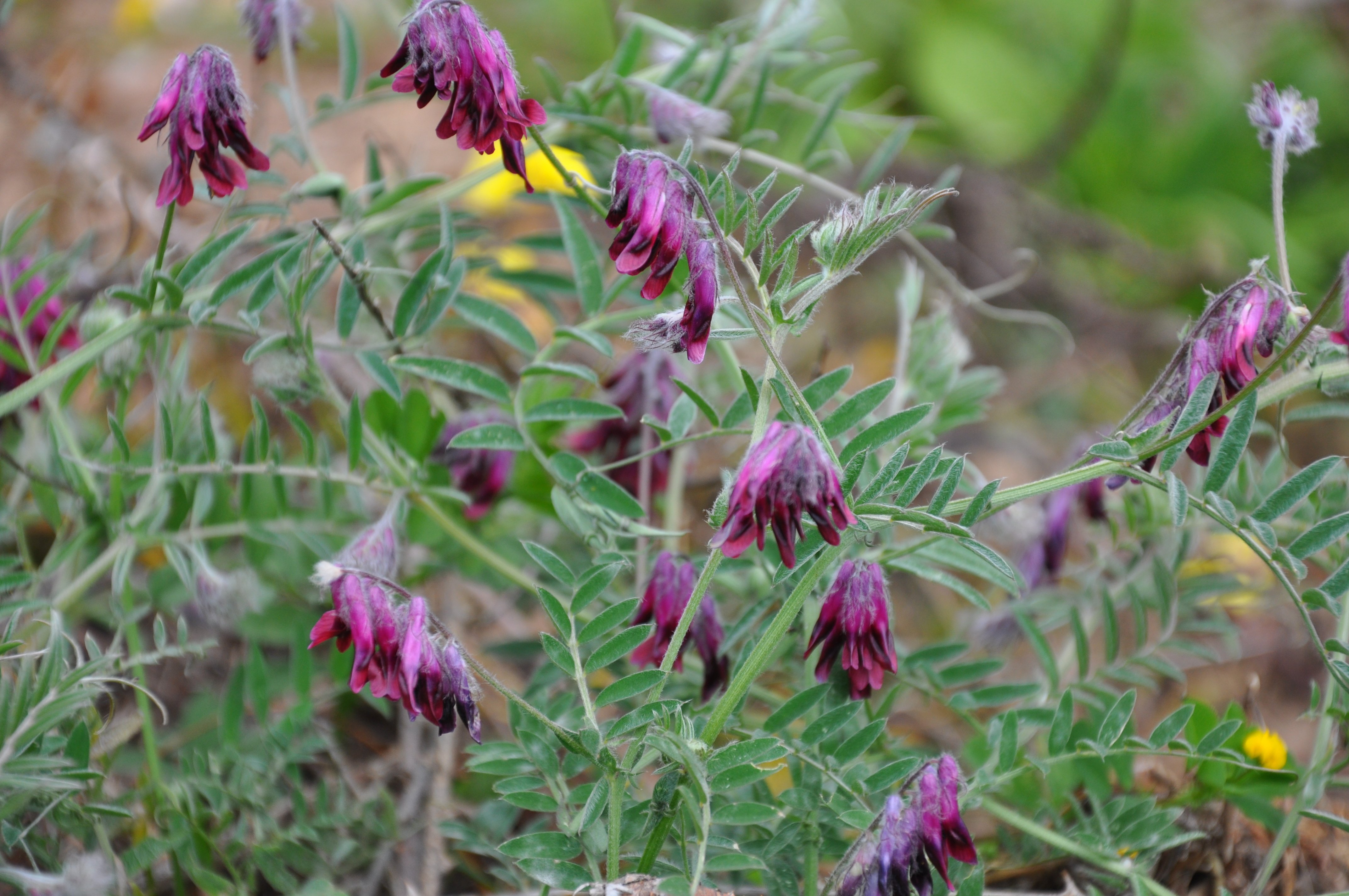